# Удо, Деле
Деле Ндубуиси Удо (англ. Dele Ndubuisi Udo; 24 мая 1957, Умуахия — 15 июля 1981, Ojuelegba, Lagos, Лагос) — нигерийский легкоатлет, специалист по бегу на короткие дистанции. Выступал за сборную Нигерии по лёгкой атлетике во второй половине 1970-х годов, чемпион Всеафриканских игр в Алжире, бронзовый призёр Кубка мира, участник летних Олимпийских игр в Москве.

## Биография
Деле Удо родился 24 мая 1957 года в городе Умуахиа, штат Абиа.
Занимался лёгкой атлетикой во время учёбы в Миссурийском университете, в составе университетской легкоатлетической команды «Миссури Тайгерс» успешно выступал на различных студенческих стартах в США, в частности трижды участвовал в чемпионатах Национальной ассоциации студенческого спорта (NCAA), трижды получал статус всеамериканского спортсмена.
Впервые заявил о себе на международном уровне в сезоне 1977 года, когда вошёл в состав нигерийской сборной и выступил на Кубке мира в Дюссельдорфе, где в программе эстафеты 4 × 400 метров стал пятым.
В 1978 году на Всеафриканских играх в Алжире получил серебряную награду в индивидуальном беге на 400 метров и вместе с соотечественниками завоевал золото в эстафете 4 × 400 метров.
В 1979 году в дисциплине 400 метров выиграл бронзовую медаль на VII летней Спартакиаде народов СССР в Москве, в эстафете 4 × 400 метров взял бронзу на Кубке мира в Монреале и стал пятым на Универсиаде в Мехико.
Благодаря череде удачных выступлений удостоился права защищать честь страны на летних Олимпийских играх 1980 года в Москве — в беге на 400 метров остановился на стадии полуфиналов, тогда как в эстафете 4 × 400 метров не преодолел предварительный квалификационный этап.
В июле 1981 года, находясь на родине в Лагосе, вступил в спор с полицейским и был застрелен.